# Diors

Diors este o comună în departamentul Indre, Franța. În 1 ianuarie 2022 avea o populație de 755 de locuitori.